# Congrès mondial du saxophone

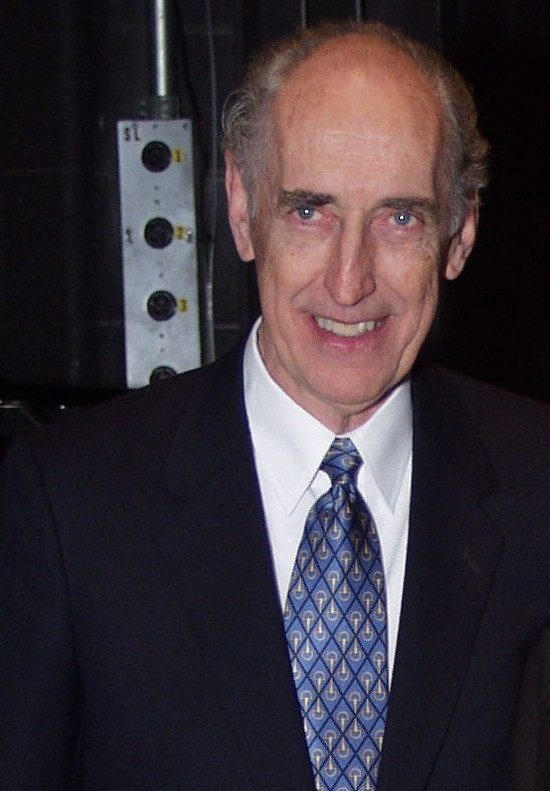
Eugène Rousseau, cofondateur du Congrès mondial de saxophone.

Le Congrès mondial du saxophone (World Saxophone Congress) est un événement musical composé d'un millier de saxophonistes et autres originaires du monde entier. La 18e édition de ce congrès s'est déroulée du 10 au 14 juillet 2018 à Zagreb, en Croatie, sous la direction de Dragan Sremec. Initialement programmée à Kurashiki du 15 au 19 juillet 2021 au Japon, la 19e édition est reportée une première fois en 2022 puis en 2023 pour des raisons sanitaires liées à la pandémie de Covid-19 mais finalement annulée pour ces mêmes raisons mais également celles liées au contexte international et économique au Japon. Après cette 2e annulation japonaise, un appel à candidatures est lancée et c'est la ville de Las Palmas de Grande Canarie (Espagne) qui est retenue. Cette édition s'est déroulé du 6 au 10 décembre 2023. La 20 édition aura lieu à Harbin en Chine du 26 au 31 juillet 2025.

## Origines
Le Congrès mondial du saxophone est conçu par Paul Brodie (1934-2007) et cofondé en 1969 avec Eugène Rousseau (n. 1932), durant leur premier congrès à Chicago. Rousseau  explique : « mes souvenirs le plus mémorables remontent en compagnie de Paul [Brodie] en décembre 1968 lors de notre premier meeting à Chicago. C'est à cette période que lui vient l'idée de concevoir un congrès mondial du saxophone. [...] Il devient, grâce à Paul Brodie, une réalité. »

## Historique
| N°  | Édition | Lieu                                   | Dates         | Année |
| --- | ------- | -------------------------------------- | ------------- | ----- |
| 1re | I       | Chicago, États-Unis                    |               | 1969  |
| 2e  | II      | Chicago, États-Unis                    |               | 1970  |
| 3e  | III     | Toronto, Canada                        | Août          | 1972  |
| 4e  | IV      | Bordeaux, France                       | 3–6 juillet   | 1974  |
| 5e  | V       | Londres, Royaume-Uni                   |               | 1976  |
| 6e  | VI      | Evanston, États-Unis                   |               | 1979  |
| 7e  | VII     | Nuremberg, Allemagne                   | 7–11 juillet  | 1982, |
| 8e  | VIII    | Washington, D.C., États-Unis           |               | 1985  |
| 9e  | IX      | Tokyo, Japon                           |               | 1988  |
| 10e | X       | Pesaro, Italie                         |               | 1992  |
| 11e | XI      | Valence, Espagne                       |               | 1997  |
| 12e | XII     | Montréal, Canada                       | 5–9 juillet   | 2000  |
| 13e | XIII    | Minneapolis, États-Unis                | 9–12 juillet  | 2003  |
| 14e | XIV     | Ljubljana, Slovénie                    | 5–9 juillet   | 2006  |
| 15e | XV      | Bangkok, Thaïlande                     | 8–12 juillet  | 2009  |
| 16e | XVI     | St Andrews, Écosse                     | 10–15 juillet | 2012  |
| 17e | XVII    | Strasbourg, France                     | 9–14 juillet  | 2015, |
| 18e | XVIII   | Zagreb, Croatie                        | 10-14 juillet | 2018  |
| 19e | XIX     | Las Palmas de Grande Canarie (Espagne) | 6-12 décembre | 2023  |
| 20e | XX      | Harbin, Chine                          | 6-10 Août     | 2025  |